# Margarita Ruiz de Lihory
Margarita Ruiz de Lihory y Resino (1893-1968) fue una pintora, periodista y espía española.

## Biografía
Era la menor de dos hijas de Soledad Resino de la Bastida, marquesa de Villasante y condesa de Val del Águila, y de su esposo, José María Ruiz de Lihory y Pardines, barón de Alcalalí y San Juan de Mosquera, gobernador civil de Mallorca, reincidente concejal de Valencia, de donde fue también alcalde y hasta diputado a las Cortes españolas en 1904, además de escritor, compositor y masón. Como hija menor, la posesión de los títulos nobiliarios fue objeto de múltiples disputas legales tras la muerte de su padre.
La burguesía de Valencia la conocía como Regina dels Jocs Florals de Lo Rat Penat de 1907 y desde entonces alimentó un papel protagonista que la acompañó toda la vida. Realizó la carrera de Derecho en dos años. Tocaba el piano y cultivó la pintura. También tenía el título de Enfermería.
Con diecisiete años se casó con un valenciano de origen irlandés, Ricardo Shelly Correa, empleado de la empresa de seguros La Equitativa, con quien tuvo cuatro hijos; nieto de Edmundo Shelly y MacCarthy, coronel de Infantería y secretario personal de cuentas del rey Fernando VII, y primo hermano de Ricardo Shelly Castrillón, y de Emilia Puig y Shelly, casada con Juan de Rojas y Pasqual de Bonanza, notable abogado y político, miembro de la ejecutiva alicantina entre 1894 y 1897 y miembro de la Diputación de Alicante en 1890 por el distrito de Orihuela-Dolores.  
Tras abandonar a su marido e hijos, Miguel Primo de Rivera le encargó misiones de espionaje en el Marruecos español, donde conoció a Francisco Franco (a quien salvaría la vida en dos ocasiones) y al dirigente de la resistencia rifeña contra España Abd-el-Krim y acabó convirtiéndose en agente doble, tanto para el dirigente marroquí, como para el general español.
En 1923 viajó hasta México en calidad de defensora de la causa feminista. Dos años más tarde se establece en los Estados Unidos donde realiza una controvertida exposición de sus pinturas en Boston. Diversos pleitos le obligan a emigrar hasta Canadá, donde cambia su identidad bajo el nombre de "Teodora Álvarez" y  "Mary Doe".
Contrajo segundas nupcias con el abogado catalán José María Bassols e Iglesias.
Acabó su vida en su palacete conocido como Casa Corte, situado en la calle Mayor, números 56 y 58 de Albacete. arruinada, tras haber pasado diez años en el psiquiátrico de Carabanchel, por resultar involucrada en el descuartizamiento de su hija fallecida, Margot. Falleció en la Residencia del Perpetuo Socorro de la misma ciudad, el 15 de mayo de  y está enterrada en el cementerio de Albacete, al igual que su hija Margot. Su hija padeció leucemia.